# Bad Religion
Bad Religion ist eine US-amerikanische Punkband aus Los Angeles.

## Bandgeschichte

Das Bandlogo

Die Gruppe mit dem markanten „Crossbuster“-Logo wurde 1980 von Greg Graffin (Gesang, Keyboard), Brett Gurewitz (Gitarre), Jay Bentley (Bass) und Jay Ziskrout (Schlagzeug) vor dem Hintergrund der aufkeimenden US-amerikanischen Punk-Szene in Los Angeles gegründet. 1981 erschien auf Gurewitz’ neu gegründetem eigenen Label Epitaph Records die erste, selbstbetitelte EP und 1982 das erste Album How Could Hell Be Any Worse?, das heute als eines der bedeutendsten des frühen US-Westküsten-Punks angesehen wird. Nach einem brachialen Stilwechsel (Into the Unknown, 1983) stieg der Großteil der Musiker aus, und viele Platten wurden von verärgerten Fans zurückgegeben; heute ist dieses nicht mehr erhältliche Album ein begehrtes Sammlerstück. Ein Jahr später wurde auf der EP Back to the Known der ursprüngliche Stil wieder aufgegriffen.
1987 kam die Band in der Besetzung mit Greg Graffin, Brett Gurewitz, Greg Hetson (Gitarre), Jay Bentley und Pete Finestone (Schlagzeug) wieder zusammen, um ein neues Album aufzunehmen. Diese Platte, Suffer (Epitaph Records, 1988), bot etwas Neues im Punkrock-Bereich: schnelle, aber sehr melodische Songs mit den fortan für die Band typischen mehrstimmigen Gesängen und Hintergrundchören sowie vereinzelten abrupten Rhythmuswechseln. Hinzu kam das gestenreiche Auftreten sowie der klare Gesang Graffins, der durch exakte Aussprache und Metrik gekennzeichnet ist. Auch inhaltlich fand die Band zu ihrem distanziert kommentierenden Stil, der geprägt war von einer akademisch, philosophisch und literarisch beeinflussten Weltsicht und inspiriert von politischen und wissenschaftlichen Publizisten wie Noam Chomsky, Edward O. Wilson und Richard Dawkins, und sich so von den Stereotypen des Punkrocks abhob. Suffer gilt bis heute für viele als eines der besten Punkalben überhaupt und war stilprägend für den melodischen Punk-Rock. Schnell machte sich Bad Religion durch ihre energiegeladenen und publikumsnahen Konzerte einen Namen, und noch heute geht die Band zu jeder neuen Veröffentlichung regelmäßig weltweit auf Tournee. Die Tour zum Suffer-Album führte 1989 erstmals nach Deutschland. Die anschließenden Alben No Control (Epitaph Records, 1989), dem in begrenzter Stückzahl eine Neuauflage der ersten EP beigelegt wurde, und Against the Grain (Epitaph Records, 1990) knüpften an den Stil von Suffer an.

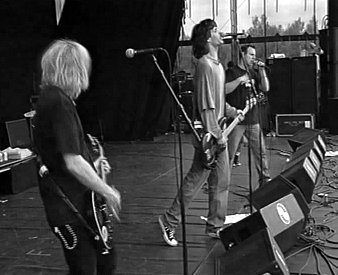
Die Band im Jahr 1995

Nachdem Pete Finestone 1991 die Band verlassen hatte, stieg Bobby Schayer als Schlagzeuger ein, und es wurden Generator (Epitaph Records, 1992) und Recipe for Hate (Epitaph Records, 1993) veröffentlicht, auf dem es einige kleine und teilweise Grunge-beeinflusste Stiländerungen und verschiedene Gastmusiker wie Eddie Vedder (Pearl Jam) und Johnette Napolitano (Concrete Blonde) zu hören gab. 1994 wechselte die Band zum Major-Label Atlantic Records, da Brett Gurewitz und Bassist Jay Bentley durch die Labelarbeit mit Epitaph insbesondere aufgrund des überraschenden Erfolgs des Offspring-Albums Smash (bei Epitaph) zeitlich sehr stark eingebunden waren und eine Trennung von Band und Plattenfirma vollzogen werden sollte. Auf ihrem Major-Debüt Stranger Than Fiction (Sony/Atlantic Records, 1994) orientierte sich Bad Religion stilistisch aber wieder eher an den Alben vor Recipe for Hate. Auch diesmal kamen mit Jim Lindberg (Pennywise), Tim Armstrong (Rancid) und Wayne Kramer (MC5) verschiedene Gäste zum Einsatz. Stranger Than Fiction ist bis heute das kommerziell erfolgreichste Album der Band.
Nach diesem Album verließ Brett Gurewitz die Band, um sich mehr um sein Label Epitaph kümmern zu können. Damit verlor die Gruppe einen wichtigen Songwriter, da bisher immer Graffin und Gurewitz fürs Schreiben der Lieder verantwortlich gewesen waren. Trotzdem machte Bad Religion weiter, und es stieg mit Brian Baker einer der besten Gitarristen der Punkrock- und Hardcore-Szene in die Band ein. Dafür lehnte er sogar ein Angebot von R.E.M. ab, auf deren Monster-Tour als zusätzlicher Gitarrist mitzuspielen. Brian Baker spielte schon bzw. spielt heute noch in Hardcore-Bands wie Minor Threat und Dag Nasty. Er beteiligte sich ebenso wie die anderen Bandmitglieder zwar in der Folgezeit an den Kompositionen, den Hauptteil des Songwritings musste jedoch Greg Graffin beisteuern. Knüpfte das nächste Album The Gray Race (Sony/Atlantic Records, 1996) noch an die Qualität der letzten Veröffentlichung mit Brett Gurewitz an, so vermochten die nachfolgenden Platten No Substance (Sony/Atlantic Records, 1998) und The New America (Sony/Atlantic Records, 2000) viele Fans und Kritiker nicht zu überzeugen und orientierten sich stilistisch teilweise eher an Greg Graffins folk-beeinflusstem Soloalbum American Lesion (Atlantic Records, 1997), als am klassischen Bad-Religion-Sound. Brett Gurewitz veröffentlichte nach der Trennung nur die Single Hate You mit seiner neuen Band The Daredevils (Epitaph Records, 1996).
Nachdem Brett Gurewitz jedoch auf dem 2000er-Album The New America als Co-Autor des Titels Believe It wieder in Erscheinung getreten war und die Hoffnungen der Fans auf eine Wiedervereinigung mit Bad Religion geweckt worden waren, kehrte er 2001 tatsächlich wieder zurück. Einhergehend mit dem Vertragsende bei Atlantic Records kehrte Bad Religion zurück zu Gurewitz’ Plattenlabel Epitaph Records. Darüber hinaus wurde Bobby Schayer, der wegen einer Schulterverletzung nicht mehr professionell Schlagzeug spielen konnte, durch Brooks Wackerman ersetzt. Er gilt als einer der besten Punk-Drummer, spielte schon bei den Suicidal Tendencies und The Vandals und stammt aus einer bekannten Musikerfamilie; sein Bruder Chad saß bereits bei Frank Zappa am Schlagzeug. Mit dieser neuen Besetzung, mit neuer Inspiration erschien 2002 das Album The Process of Belief (Epitaph Records, 2002), das sich am 1994er Werk Stranger Than Fiction orientierte und schnellen, energiereichen und melodischen Punkrock bietet. Mit Greg Hetson, Brian Baker und Brett Gurewitz konnte Bad Religion nun auf drei Gitarristen zurückgreifen, wobei Gurewitz aufgrund der Arbeit mit seinem Label auf den meisten Tourneen nicht dabei ist. Der Nachfolger The Empire Strikes First (Epitaph Records, 2004) knüpfte musikalisch wieder am typischen Stil der Band an und thematisierte diesmal vor allem politische Ereignisse wie den Dritten Golfkrieg. Zudem erschienen im gleichen Jahr remasterte Neuauflagen der Alben von 1982 bis 1992.

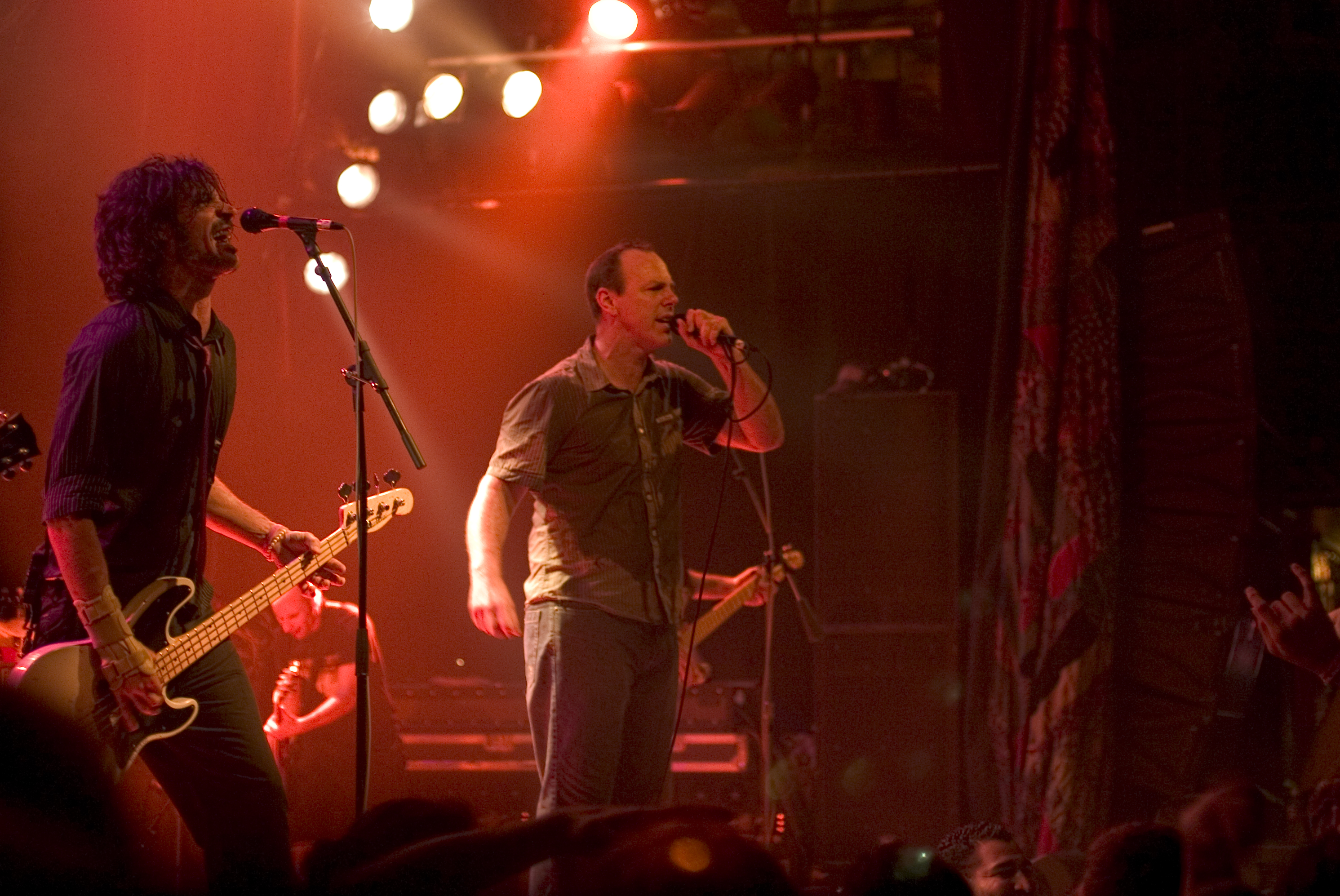
Jay Bentley und Greg Graffin 2005

Im Herbst 2005 spielte Bad Religion zwei Abende hintereinander im Palladium-Club in Hollywood, ließen die beiden ausverkauften Konzerte mit zehn Kameras aufzeichnen und veröffentlichten den Mitschnitt auf DVD. Live at the Palladium (Epitaph Records, 2006) kann als Retrospektive der bisherigen Bandkarriere betrachtet werden, die, ähnlich wie frühere Livevideos (Along the Way und Big Bang), neben dem eigentlichen Konzert auch Interviewteile und Videomitschnitte aus den Anfangstagen der Band umfasst. 2007 veröffentlichte die Band ihr nächstes Album mit dem Namen New Maps of Hell, das stilistisch an seinen Vorgänger anknüpfte. Darüber hinaus produzierte Brett Gurewitz das zweite Soloalbum Greg Graffins.
Zum 30-jährigen Bestehen der Band erschien am 18. Mai 2010 ein Livealbum, welches für eine kurze Zeit kostenlos heruntergeladen werden konnte. Im September 2010 ist mit The Dissent of Man das 15. Studioalbum der Band erschienen.
Am 18. Januar 2013 erschien das 16. Studioalbum True North. Stilistisch ist das Album stark an das Frühwerk der Band in den späten 1980er Jahren angelehnt und besteht zum größten Teil aus schnellen, kurzen, dem Hardcorepunk angelehnten Songs. Mit Platz 10 erreichte es die höchste Position in den deutschen Album-Charts seit Stranger Than Fiction 1994 (6. Platz). In den USA war es mit Platz 19 sogar das erfolgreichste Album der Bandgeschichte in den dortigen Charts.
Im selben Jahr, am 29. Oktober, veröffentlichten Bad Religion mit Christmas Songs ein Album, auf dem sie acht traditionelle Weihnachtslieder im typischen Stil der Band covern. Ergänzt werden diese Songs zudem um einen neuen Mix des Songs American Jesus (ursprünglich erschienen auf Recipe For Hate). Es ist die erste Veröffentlichung der Band seit 1983, an der Greg Hetson nicht beteiligt ist, da er seit April 2013 eine Auszeit von der Band nimmt. Hetson wurde mittlerweile durch Mike Dimkich (u. a. bei The Cult aktiv) als neuen Gitarristen ersetzt.
Im Oktober 2015 stieg Schlagzeuger Brooks Wackerman aus der Band aus; im November wurde er als Mitglied von Avenged Sevenfold vorgestellt. Sein Nachfolger wurde im Februar 2016 Jamie Miller. 2019 erschien Age of Unreason als 17. Studioalbum der Band. Musikalisch knüpft das Album an den Vorgänger an, textlich befasst es sich kritisch mit den Erfahrungen der Trump-Ära.
Die Band gilt als beliebte Liveband und zeichnet durch eine rege Tourtätigkeit aus. Im Zeitraum zwischen 2013 und 2024 spielten sie über 550 Konzerte.

## Diskografie
Studioalben

| Jahr | Titel Musiklabel                             | Höchstplatzierung, Gesamtwochen, AuszeichnungChartplatzierungen (Jahr, Titel, Musiklabel, Platzierungen, Wochen, Auszeichnungen, Anmerkungen) | Höchstplatzierung, Gesamtwochen, AuszeichnungChartplatzierungen (Jahr, Titel, Musiklabel, Platzierungen, Wochen, Auszeichnungen, Anmerkungen) | Höchstplatzierung, Gesamtwochen, AuszeichnungChartplatzierungen (Jahr, Titel, Musiklabel, Platzierungen, Wochen, Auszeichnungen, Anmerkungen) | Höchstplatzierung, Gesamtwochen, AuszeichnungChartplatzierungen (Jahr, Titel, Musiklabel, Platzierungen, Wochen, Auszeichnungen, Anmerkungen) | Höchstplatzierung, Gesamtwochen, AuszeichnungChartplatzierungen (Jahr, Titel, Musiklabel, Platzierungen, Wochen, Auszeichnungen, Anmerkungen) | Anmerkungen                                               |
| Jahr | Titel Musiklabel                             | DE | AT | CH | UK | US | Anmerkungen                                               |
| ---- | -------------------------------------------- | --- | --- | --- | --- | --- | --------------------------------------------------------- |
| 1982 | How Could Hell Be Any Worse? Epitaph Records | — | — | — | — | — | Erstveröffentlichung: 19. Januar 1982                     |
| 1983 | Into the Unknown Epitaph Records             | — | — | — | — | — | Erstveröffentlichung: 30. November 1983                   |
| 1988 | Suffer Epitaph Records                       | — | — | — | — | — | Erstveröffentlichung: 8. September 1988                   |
| 1989 | No Control Epitaph Records                   | — | — | — | — | — | Erstveröffentlichung: 2. November 1989                    |
| 1990 | Against the Grain Epitaph Records            | — | — | — | — | — | Erstveröffentlichung: 23. November 1990                   |
| 1992 | Generator Epitaph Records                    | DE49 (14 Wo.)DE | — | — | — | — | Erstveröffentlichung: 13. März 1992                       |
| 1993 | Recipe for Hate Epitaph Records              | DE34 (9 Wo.)DE | — | — | — | — | Erstveröffentlichung: 4. Juni 1993                        |
| 1994 | Stranger Than Fiction Atlantic Records       | DE6 (15 Wo.)DE | AT27 (8 Wo.)AT | CH28 (5 Wo.)CH | — | US87 Gold · (7 Wo.)US | Erstveröffentlichung: 26. August 1994 Verkäufe: + 590.000 |
| 1996 | The Gray Race Sony                           | DE11 (23 Wo.)DE | AT15 (16 Wo.)AT | CH21 (12 Wo.)CH | — | US56 (5 Wo.)US | Erstveröffentlichung: 27. Februar 1996 Verkäufe: + 20.147 |
| 1998 | No Substance Atlantic Records                | DE28 (7 Wo.)DE | AT18 (6 Wo.)AT | — | — | US78 (2 Wo.)US | Erstveröffentlichung: 5. Mai 1998                         |
| 2000 | The New America Atlantic Records             | DE16 (7 Wo.)DE | AT47 (2 Wo.)AT | CH69 (5 Wo.)CH | — | US88 (2 Wo.)US | Erstveröffentlichung: 9. Mai 2000                         |
| 2002 | The Process of Belief Epitaph Records        | DE13 (8 Wo.)DE | AT41 (7 Wo.)AT | CH37 (6 Wo.)CH | — | US49 (5 Wo.)US | Erstveröffentlichung: 22. Januar 2002                     |
| 2004 | The Empire Strikes First Epitaph Records     | DE28 (3 Wo.)DE | — | CH82 (2 Wo.)CH | — | US40 (5 Wo.)US | Erstveröffentlichung: 2. Juni 2004                        |
| 2007 | New Maps of Hell Epitaph Records             | DE37 (4 Wo.)DE | AT64 (3 Wo.)AT | CH49 (2 Wo.)CH | — | US35 (5 Wo.)US | Erstveröffentlichung: 10. Juli 2007                       |
| 2010 | The Dissent of Man Epitaph Records           | DE33 (2 Wo.)DE | AT61 (1 Wo.)AT | CH79 (1 Wo.)CH | — | US35 (3 Wo.)US | Erstveröffentlichung: 28. September 2010                  |
| 2013 | True North Epitaph Records                   | DE10 (3 Wo.)DE | AT27 (1 Wo.)AT | CH14 (2 Wo.)CH | — | US19 (2 Wo.)US | Erstveröffentlichung: 22. Januar 2013 Verkäufe: + 20.000  |
| 2019 | Age of Unreason Epitaph Records              | DE8 (4 Wo.)DE | AT15 (2 Wo.)AT | CH16 (2 Wo.)CH | — | US73 (1 Wo.)US | Erstveröffentlichung: 3. Mai 2019                         |

grau schraffiert: keine Chartdaten aus diesem Jahr verfügbar